# Уральск (станция)
Станция Уральск (каз. Орал станциясы) — железнодорожная станция Казахстанских железных дорог, расположенная в Уральске.

## История
Первая железная дорога на территории Казахстана была построена и открыта для движения поездов 10 ноября 1894 года от станции Покровская Слобода (ныне в городе Энгельс) до города Уральска, протяженностью 369 километров. Она явилась продолжением линии Москва-Рязань-Саратов и получила наименование Рязанско-Уральской железной дороги.

В своих торговых сношениях Уральск, до проведения железной дороги был связан с Самарой, Бузулуком и Балаковым. Главным трактом был с Самарский. По этому тракту направлялись почти все предметы ввоза в Уральск, а также громадное количество местных сырых произведений-пшеницы, рыбы, кож, сала, шерсти, солодкового корня и прочее. В хорошую погоду грузы доставлялись из одного города в другой на 4-я сутки: в непогоду, когда дорога портилась, обозом приходилось быть в пути до 2-х недель, а иной раз бросать часть грузов на дороге, чтобы как-нибудь доплестись до города
— из книги «Рязанско-Уральская железная дорога и ея район»
В 1896 году тупиковая станция Уральск стала важным транспортным хозяйством Рязано-Уральской железной дороги. Появились первые штатные работники железной дороги в Уральской области.
Общество Рязанско-Уральской железной дороги в 1897 году организовало караванное движение от Уральска до Кунграда через Усть-Юрт, управляющим был К. Кененберг. Этим путём шёл обмен товаров с южными районами Казахстана.
В 1917 году в Уральске работало 500 железнодорожников, в 1921 году — 800 человек. С 10 июня 1920 года поезд Покровск—Уральск стал ходить 3 раза в неделю.
В советский период город вырос, ныне вокзал находится практически в центральной его части. В связи с увеличением количества пассажиров в начале 1980-х потребовалось строительство нового вокзала, старый памятник архитектуры XIX века был при этом снесён.
С постройкой моста через Волгу в 1935 году стал курсировать пассажирский поезд «Москва—Уральск» в составе тринадцати четырёхосных вагонов, 15 мая 1938 года было открыто сквозное движение через Уральск поезда «Москва—Алма-Ата», Уральское отделение стало лучшим на Рязанско-Уральской железной дороге.
В 2017 году в связи с нерентабельностью (и ограничением продаж билетов во внутрироссийском сообщении) пассажирский железнодорожный маршрут «Алма-Ата—Москва» был сокращён до «Алма-Ата—Саратов».
В конце сентября 2022 года вокзал Уральска перешёл на круглосуточный режим работы в связи с массовым наплывом российских беженцев от мобилизации, использовавших Уральск как основной транзитный пункт в Казахстане. Перед вокзалом было организовано круглосуточное горячее питание для иммигрантов. Ряд служебных помещений использовались для временного размещения релокантов из России.